# 韦恩·克利福德·博登
韦恩·克利福德·博登（英语：Wayne Clifford Boden，1948年—2006年3月27日），加拿大连环杀手与强奸犯，因嗜好撕咬受害者乳房而被称之为“吸血鬼强奸犯”（The Vampire Rapist）。

## 早年
韦恩·克利福德·博登早年经历不详，只知其1948年出生于加拿大，极具施虐性，喜欢虐待女性乳房。

## 受害者
雪利·奥德特
1969年10月3日，雪利·奥德特（Shirley Audette）的尸体被发现魁北克市蒙特利尔的一栋公寓。警方调查发现雪利遭到过性侵，乳房有被撕咬痕迹。
玛丽亚·阿斯坎博
1969年11月23日，珠宝店员工玛丽亚·阿斯坎博（Marielle Archambault）与一名她称为"Bill"的男子一同离开后失踪。次日玛丽亚被发现死于她的住所中，她的胸罩扯掉，乳房有撕咬痕迹且遭到性侵。
让·弗雷
1970年1月16日，让·弗雷（Jean Wray）被发现死于家中，生前遭受过性侵，乳房未受到伤害。后续的调查表明受害者曾试图反抗凶手但未成功。
伊丽莎白·安妮·波蒂厄斯
1971年5月18日，伊丽莎白·安妮·波蒂厄斯（Elizabeth Anne Porteous）被发现死于家中，生前遭受过性侵，乳房亦受到撕咬。

## 可能的受害者
1968年7月23日，21岁教师Norma Vaillancourt被发现死于家中，她遭到性侵并被勒死，乳房有撕咬痕迹。由于此案手法与博登极为相似，因此其一直被列为嫌疑人，但博登至死都否认此案与他有关。

## 调查
在伊丽莎白·安妮·波蒂厄斯死亡前，她的同事曾看见一辆贴有牛形标志的蓝色梅赛德斯-奔驰在等待伊丽莎白，另一位证人则向警方提供了正在与伊丽莎白约会名为"Bill"的男子面貌特征。根据这些线索，警方在1971年5月19成功抓获韦恩·克利福德·博登。

## 齿痕证据
韦恩·克利福德·博登在被抓获后拒绝承认谋杀伊丽莎白，声称其离开前伊丽莎白仍在人世。牙医戈登·斯旺（Gordon Swann）通过对比博登牙齿与受害者乳房齿痕确定博登便是凶手（有说法称戈登·斯旺曾写信求助FBI，而时任FBI局长约翰·埃德加·胡佛在知晓此事后派出一名专家协助调查）。

## 审判、监禁与死亡
1994年，韦恩·克利福德·博登因犯下多重谋杀而被判处4个终身监禁。1977年博登曾利用一张信用卡成功越狱，36小时后博登被抓获，3名狱警受到处罚。2006年3月27日，博登因皮肤癌死亡。